# Jordi Turull
Jordi Turull i Negre, né le 6 septembre 1966 à Parets del Vallès, est un avocat et homme politique espagnol, membre et secrétaire général d'Ensemble pour la Catalogne (Junts).
Député au Parlement de Catalogne depuis 2004, président du groupe parlementaire Ensemble pour le oui de 2015 à 2017, il est conseiller à la Présidence et porte-parole dans le gouvernement de Carles Puigdemont de juillet à octobre 2017.

## Biographie

### Carrière professionnelle
Jordi Turull est né en 1966 à Parets del Vallès, dans le Vallès Oriental, en Catalogne. Il est titulaire d'une licence de droit de l'université autonome de Barcelone (UAB). Il est avocat de profession, inscrit au Collège d'avocats de Granollers (ca) comme non exerçant.
Il travaille dans l'administration municipale, où il est successivement secrétaire et contrôleur financier de Gurb, puis de Sant Vicenç de Castellet, et chef de cabinet du maire de Sant Adrià de Besòs. Entre 1996 et 2000, il est directeur général de l'Institut catalan du volontariat (ca) (INCAVOL).
Il est gestionnaire de la mairie de Sant Cugat del Vallès pendant le premier mandat de Lluís Recoder (ca). Il quitte ses fonctions en 2004 pour se consacrer à la vie politique après son entrée au Parlement.
Il est par ailleurs professeur associé de politiques sociales et du travail à l'université autonome de Barcelone.

### Conseiller municipal
Jordi Turull est militant de la Jeunesse nationaliste de Catalogne (JNC) de 1983 à 1996 et de Convergence démocratique de Catalogne (CDC) à partir de 1987.
Il est élu conseiller municipal de Parets del Vallès lors des élections municipales de 1987. Aux élections de 1991, de 1995 et de 1999, il est tête de liste de Convergence et Union. Il dirige le groupe municipal de la fédération nationaliste dans l'opposition, alors que le maire Joan Seguer (ca) (PSC) dispose d'une majorité absolue.
Entre 1991 et 1996, il est également membre de la députation provinciale de Barcelone.
Il renonce à se présenter aux élections municipales de 2003 pour se consacrer à la politique nationale.

### Dirigeant local de CDC
Jordi Turull est élu président comarcal de Convergence démocratique de Catalogne (CDC) dans le Vallès Oriental en novembre 2000, avec 291 voix, contre 210 voix pour son concurrent Enric Vilajoana. Il ne se représente pas en septembre 2004.
En juillet 2004, il est élu président de la fédération des comarques de Barcelone de CDC, avec 84,4 % des voix. Il est réélu en juillet 2008, avec 87,67 % de votes favorables et demeure en fonction jusqu'en mars 2012.

### Député d'opposition
Aux élections au Parlement de Catalogne de 2003, Jordi Turull est candidat en 26e position sur la liste de Convergence et Union (CiU) dans la circonscription de Barcelone, mais seulement 25 candidats sont élus. Josep Antoni Duran i Lleida démissionne de son mandat au Parlement de Catalogne après son élection au Congrès des députés lors des élections générales espagnoles de 2004, ce qui permet à Jordi Turull de devenir député en avril 2004. Au Parlement, il est membre de diverses commissions.
Aux élections au Parlement de Catalogne de 2006, il est placé en position éligible, au 21e rang sur la liste de Convergence et Union pour Barcelone. Il devient porte-parole de CiU à la commission de l'économie, des finances et du budget. Il est à nouveau membre de la commission de la justice, du droit et de la sécurité des citoyens, et de la commission des comptes, qu'il préside à partir d'octobre 2008, succédant à Lluís Corominas, qui a été nommé deuxième vice-président du Parlement. À partir de novembre 2007, il est également membre de la commission de l'environnement et du logement,.
Durant ses deux mandats dans l'opposition, il se fait connaître comme l'un des députés les plus agressifs dans sa critique du gouvernement tripartite. Il acquiert une certaine notoriété en lançant une polémique sur l'« utilité douteuse » de nombreux rapports commandés par le gouvernement. Sa participation à deux commissions d'enquête parlementaire sur des questions politiquement sensibles lui attire la reconnaissance de CiU : la commission d'enquête sur l'incendie d'Horta de Sant Joan (es), qui recherche les responsabilités dans la mort de cinq pompiers, et la commission d'enquête sur l'affaire du Palais de la musique (ca), qui examine le financement illégal de son parti.

### Porte-parole puis président du groupe CiU
Aux élections au Parlement de Catalogne de 2010, Jordi Turull est à nouveau placé en 21e position sur la liste de Convergence et Union dans la circonscription de Barcelone. CiU remporte les élections, et son candidat Artur Mas est investi président de la Généralité. Oriol Pujol prend la présidence du groupe parlementaire de CiU et Jordi Turull lui succède comme porte-parole du groupe.
Il fait alors partie du cercle restreint des personnes de confiance du nouveau président. Au cours de la législature, il joue un rôle important de négociation avec les autres groupes politiques, car CiU gouverne en minorité et doit constamment rechercher le soutien d'autres partis. Au Parlement, il est membre de la députation permanente, porte-parole de CiU à la commission des matières secrètes ou réservées, et membre de la commission des affaires institutionnelles, de la commission du règlement, de la commission des comptes et de la commission d'enquête sur les organisations financières. Il préside la commission d'étude sur le nouveau modèle de financement, qui débat sur le projet du gouvernement de faire évoluer le financement de la Généralité en revendiquant un « pacte fiscal » avec l'État espagnol. Son positionnement politique, initialement modéré, évolue vers l'indépendantisme, à l'époque où cette idée recueille un soutien croissant dans la société catalane.
Aux élections au Parlement de Catalogne de 2012, il occupe cette fois le 10e rang de la candidature de CiU à Barcelone Il est réélu et conserve son poste de porte-parole du groupe au Parlement, où il est par ailleurs porte-parole de CiU à la commission des matières secrètes ou réservées et à la députation permanente à partir de juillet 2013, ainsi que membre des commissions des affaires institutionnelles et du règlement. Il participe à la commission d'étude du droit de décider.
En mars 2013, Oriol Pujol, mis en cause dans le cadre de l'affaire ITV, abandonne ses fonctions dirigeantes, dont la présidence du groupe que Jordi Turull cumule désormais avec le rôle de porte-parole parlementaire.
En juillet 2014, Oriol Pujol renonce à tous ses mandats au Parlement et à la CDC. Le président Artur Mas souhaite réorganiser rapidement l'équipe dirigeante du parti pour le préparer à la campagne pour la consultation sur l'indépendance du 9 novembre. Jordi Turull est pressenti pour en prendre la direction. Il bénéficie de la confiance du parti pour avoir géré avec succès des moments difficiles, notamment les commissions d'enquête parlementaire sur l'affaire du Palais de la musique et sur l'incendie de Horta de Sant Joan. Il est soutenu par le conseiller à la présidence Francesc Homs, la famille Pujol et les secteurs modérés de CDC. Cependant, Artur Mas choisit Josep Rull comme numéro 2 du parti au poste de coordinateur général, ce qui est interprété comme un renforcement de l'aile souverainiste du parti et une perte d'influence de la famille Pujol.
Jordi Turull se fait connaître plus largement du grand public en avril 2014, lorsqu'il se rend au Congrès des députés à Madrid, pour défendre le droit à l'autodétermination de la Catalogne. La délégation catalane, dont font également partie la porte-parole parlementaire de la Gauche républicaine de Catalogne (ERC), Marta Rovira, et le président du groupe d'Initiative pour la Catalogne Verts - Gauche unie et alternative (ICV-EUiA), Joan Herrera, sollicite auprès de l'État espagnol le transfert de la compétence d'organiser un référendum d'autodétermination, à laquelle le gouvernement espagnol est fermement opposé.

### Président du groupe parlementaire d'Ensemble pour le oui
Aux élections au Parlement de Catalogne de 2015, Jordi Turull est placé en troisième position de la liste de CDC, après le président Artur Mas et la vice-présidente du gouvernement Neus Munté. Il est placé en 10e position sur la liste indépendantiste unitaire d'Ensemble pour le oui (JxSí), où CDC se présente en coalition électorale avec la Gauche républicaine (ERC) et des candidats indépendants. La coalition remporte les élections et obtient 62 députés.
Jordi Turull est nommé président du groupe parlementaire d'Ensemble pour le oui, tandis que Marta Rovira, porte-parole du groupe ERC pendant la précédente législature, devient porte-parole parlementaire. Ils sont chargés de diriger ensemble le groupe majoritaire. En novembre 2015, ils négocient avec la Candidature d'unité populaire (CUP) le texte de la déclaration de rupture du 9 novembre 2015, par laquelle le Parlement catalan déclenche le processus de déconnexion avec l'État espagnol qui doit conduire à l'indépendance de la Catalogne.
Les élections plébiscitaires du 27 septembre sont suivies de plusieurs mois de blocage politique. Ensemble pour le oui dispose seulement d'une majorité relative et la CUP refuse de voter l'investiture de son candidat et président sortant Artur Mas. Dans les premiers jours de janvier 2016, Jordi Turull participe à l'ultime phase de négociation entre les deux formations indépendantistes. Avec le coordinateur général Josep Rull, il représente CDC au moment de la reprise des tractations en secret, alors que le délai pour former un gouvernement est sur le point d'expirer et qu'un accord semble impossible. Ensemble pour le oui et la CUP concluent un pacte qui permet l'investiture de Carles Puigdemont comme président de la Généralité.
En tant que président du groupe parlementaire, il est chargé, avec la porte-parole Marta Rovira, d'assurer le lien avec les députés de la CUP. Les relations entre les deux composantes de la majorité parlementaire restent tendues, et la coordination prévue par le pacte se limite à une réunion hebdomadaire avec les représentants de la CUP. Au Parlement, Jordi Turull est également membre de la députation permanente, de la commission de l'action extérieure et la coopération, des relations institutionnelles et de la transparence, et, à partir de mai 2016, de la commission du règlement.
En 2016, Jordi Turull est pressenti pour devenir secrétaire général du nouveau parti qui doit succéder à CDC. Il est reconnu pour sa direction efficace du groupe parlementaire, et bénéficie de la confiance du président Artur Mas et de son entourage. Il vient du monde politique municipal, et son ascension au sein de CDC correspond à l'évolution de celle-ci vers l'indépendantisme. Il est apprécié pour sa discrétion et sa fiabilité, mais il est avant tout un homme d'appareil, qui n'est pas considéré comme un possible futur candidat à la présidence de la Généralité,. Au congrès fondateur du nouveau parti, le Parti démocrate européen catalan (PDeCAT), en juin 2016, Jordi Turull semble favori. Cependant, il est desservi par son image d'héritier de la direction sortante, et perd rapidement ses soutiens, qui considèrent qu'il n'incarne pas le renouvellement attendu. Il renonce à se présenter au poste de secrétaire général. Le congrès désigne une direction consensuelle pour le PDeCAT, qui est présidé conjointement par Artur Mas et Neus Munté, cependant que Marta Pascal est élue à une large majorité au poste de secrétaire générale.
Alors qu'il était auparavant considéré comme un homme politique modéré au tempérament prudent, Jordi Turull apparaît plus déterminé et plus radical lorsqu'il est chargé de soutenir le processus indépendantiste. Il est l'un des députés les plus convaincus, et s'attache à maintenir l'entente avec ERC au sein d'Ensemble pour le oui.

### Conseiller à la présidence
En juillet 2017, le gouvernement fait face à des tensions internes, liées notamment aux risques encourus par ses membres en raison de l'organisation du référendum sur l'indépendance du 1er octobre. Trois conseillers quittent leurs fonctions, dont la conseillère à la présidence et porte-parole du gouvernement, Neus Munté, en raison de ses désaccords avec le président Puigdemont sur sa gestion du processus indépendantiste.
Jordi Turull lui succède à ces deux fonctions le 14 juillet. Il est choisi pour son engagement à mener à son terme le projet de référendum sur l'indépendance, malgré les risques de répression et de poursuites judiciaires de la part de l'État espagnol, et pour sa compétence reconnue pour assurer la cohésion de la majorité parlementaire.
Au Parlement, Lluís Corominas le remplace comme président du groupe parlementaire d'Ensemble pour le oui.

### Emprisonnement
Le 2 novembre 2017, il est incarcéré une première fois après avoir été entendu devant l'Audience nationale, accusé des délits de rébellion, sédition et malversation de fonds publics.
Il est libéré le 4 décembre suivant après s'être acquitté de la caution de 100 000 euros, payés par l'ANC et Òmnium Cultural.

### Candidature aux élections au Parlement de Catalogne de 2017
Il se porte candidat aux élections catalanes du 21 décembre 2017 sur la liste de Carles Puigdemont intitulée Junts per Catalunya. Élu député, il ne peut accomplir les formalités administratives que par le biais de son avocat et de ses collègues. La justice ne lui permet pas de se rendre à la session plénière constitutive chargée d'élire le bureau du Parlement.

### Tentative de candidature à la présidence de la Généralité
Le 21 mars 2018, sa candidature au poste de président de la Généralité de Catalogne est proposée par le président du Parlement de Catalogne Roger Torrent. Le lendemain, il échoue à se faire élire au premier tour à la majorité absolue, en raison de l'abstention des quatre députés de la CUP. Cet échec ouvre une période de deux mois à l'issue de laquelle le Parlement sera dissous en cas d'absence d'investiture.

### Nouvel emprisonnement
Le 23 mars 2018, il est de nouveau incarcéré et le second tour, à la majorité relative, est ajourné.
Le 11 juillet 2018, Joaquim Forn, Josep Rull et Jordi Turull sont transférés au centre pénitentiaire Lledoners situé dans la commune de Sant Joan de Vilatorrada à 3 km de Manresa.
Le 2 novembre 2018, le Parquet fait savoir qu'il requerra seize ans d'emprisonnement pour délit de rébellion tandis que le Bureau de l'Avocat général de l'État annonce qu'il requerra onze ans de réclusion pour délit de sédition.
Le 14 octobre 2019, il est condamné par le Tribunal suprême à 12 ans de prison pour sédition et malversation, assortis de 12 ans d'inéligibilité.